# Azeffoun
Azeffoun là một đô thị thuộc tỉnh Tizi Ouzou, Algérie. Dân số thời điểm năm 2002 là 16.096 người.